# دیوید ایوانز (سیاستمدار بریتانیایی)
دیوید ایوانز (انگلیسی: David Evans; ۲۳ آوریل ۱۹۳۵ – ۲۱ اکتبر ۲۰۰۸) سیاستمدار، بازیکن فوتبال، و بازیکن کریکت اهل بریتانیا بود.
از باشگاه‌هایی که در آن بازی کرده‌است می‌توان به باشگاه فوتبال استون ویلا اشاره کرد.